# Arsenic (Lausanne)
Pour les articles homonymes, voir Arsenic (homonymie).
Arsenic – Centre d'art scénique contemporain est un lieu culturel situé à Lausanne en Suisse romande. Il propose des spectacles et événements pluridisciplinaires et transdisciplinaires de danse, théâtre et performance. 
La ligne directrice de sa programmation se veut caractérisée par la recherche, la prise de risque formelle et l’engagement artistique. Avec plusieurs salles ayant la volonté chacune d'offrir un rapport scène-public différent, l’Arsenic accueille et produit des artistes locaux ou internationaux, émergents ou reconnus. Les spectacles coproduits par l’Arsenic sont souvent suivis d’une tournée. La pluralité des disciplines des événements programmés par l'Arsenic cherche à permettre l'accès à tous les publics.

## Histoire
À la fin des années 1980, seules quelques institutions théâtrales existent à Lausanne (le Théâtre municipal, aujourd’hui devenu l’Opéra de Lausanne, et le Théâtre Vidy-Lausanne). Les artistes de la scène régionale désireux de s’émanciper de ces institutions se voient contraints au nomadisme jusqu’à obtenir de la Ville de Lausanne la mise à disposition des locaux qui deviendront l’Arsenic – Centre d’art scénique contemporain.

### 1989-1995: Jacques Gardel
C'est sous la direction de Jacques Gardel que l'Arsenic est créé le 29 janvier 1989. D'abord sous forme d'association, l'Arsenic se donne pour mission de soutenir la création théâtrale et chorégraphique régionale. En 1994, un renforcement du soutien financier est nécessaire. Il aboutit une année plus tard à la création de la Fondation Arsenic par la Ville de Lausanne.

### 1995-2003: Thierry Spicher
La ligne artistique contemporaine et pluridisciplinaire de l’Arsenic s’affirme sous la direction de Thierry Spicher. Performance et arts visuels viennent compléter la variété de disciplines au cœur des spectacles produits par l’Arsenic.

### 2003-2017: Sandrine Kuster
Sandrine Kuster reprend le projet de multidisciplinarité de Thierry Spicher. C’est avec une quinzaine de créations de compagnies indépendantes lausannoises débutantes ou confirmées, ainsi que de nombreux accueils de spectacles suisses ou internationaux que la ligne artistique de l’Arsenic se développe.

### Depuis 2017: Patrick de Rham
Un nouveau changement s’opère en 2017 alors que Sandrine Kuster quitte ses fonctions pour laisser place à Patrick de Rham, nommé en mars 2016 et directeur dès juillet 2017. Désireux de s’inscrire dans la continuité de ses prédécesseurs, Patrick de Rham cherche à favoriser une programmation aux expressions multiples. L’Arsenic continue dans sa direction de centre de création où les projets variés s'enchaînent.

## Infrastructure

### Le bâtiment à ses débuts
En 1989, la Ville de Lausanne met à disposition des artistes régionaux les anciens ateliers de l’EPSIC (École professionnelle pour les métiers de l’industrie et de l’artisanat) dans un bâtiment construit en 1955 par les architectes Brugger, Perrelet, Stalé et Quillet. Situé au centre-ville, le quartier est marqué par son passé industriel, visible dans ses nombreux entrepôts. D’année en année, ce quartier évolue vers une zone de friche urbaine hétéroclite où se côtoient des lieux culturels, des écoles, des galeries et des ateliers d’artistes.

### Rénovation
En juin 2011, l’Arsenic entre dans une période de rénovation et de transformation de ses locaux. Ayant pour but d’optimiser l’utilisation des espaces, les travaux (réalisés par le bureau d’architecture Pont 12) portent sur l’enveloppe générale du lieu ainsi que sur la surélévation du toit du corps central. Durant les travaux, l’Arsenic est alors accueilli dans d’autres lieux (notamment au Théâtre Vidy-Lausanne, Théâtre Sévelin 36, Festival de la cité, Théâtre 2.21 ou encore la Dampfzentrale) pour une saison « hors les murs ». La réouverture du lieu se fait ensuite en deux temps: la moitié nord en novembre 2012, suivie par l’ensemble du bâtiment en septembre 2013.

### L’Arsenic de nos jours
Après les rénovations, l’Arsenic comprend sept salles ainsi qu’un grand café et une cuisine. Alors que les espaces conviviaux du théâtre rassemblent au quotidien public, artistes et collaborateurs, les salles de différentes tailles accueillent des spectacles. Les quatre salles de représentations (le labo, le studio, le petit et le grand plateau) sont également utilisées pour les répétitions. La programmation des spectacles dans les salles se fait selon les besoins en surface de plateau et le rapport recherché entre artistes et public.

## Artistes résidents
La politique de résidence mise en place par l’Arsenic offre aux artistes des espaces de répétitions et une opportunité de présenter des spectacles coproduits sur plusieurs saisons. Ces collaborations ont pour but d’encourager l’approfondissement d’une démarche artistique. Le développement et l’amélioration de la qualité des spectacles sont également favorisés par le système de résidence.
Parmi les artistes associés au projet « La résidence » mis en place par Thierry Spicher se trouvent notamment la Cie Gilles Jobin, le collectif Velma et le Théâtre en Flammes. Plus tard, d’autres artistes tels que Massimo Furlan, Oskar Gomez Mata, Marco Berrettini, Denis Maillefer, Yan Duyvendak, Andrea Novicov, François Gremaud, Laetitia Dosch, Marie-Caroline Hominal, Émilie Charriot, Audrey Cavelius ou encore Gregory Stauffer profitent également de la politique de résidence de l’Arsenic pour y développer leurs projets.

## Partenaires artistiques

### Collaborations
L’Arsenic loge dans ses bureaux l’Association Vaudoise de Danse Contemporaine (AVDC) et l’Association suisse pour la Reconversion des Danseurs Professionnels (NPT/RDP). Par ailleurs, entre 1999 et 2004, le théâtre édite la série de cahiers critiques revenant sur les saisons précédentes De l’Arsenic, ainsi que Vevey-Arsenic des images pour un théâtre, regroupement de publications issues d’un projet pédagogique avec les étudiants de l’École de photographie de Vevey (CEPV) pour les saisons 2004-05 et 2005-06.

### Festivals
Plusieurs festivals choisissent régulièrement l’Arsenic comme lieu de représentation. Ainsi, le centre d'art scénique est l’hôte de La Fête de la Danse (depuis 2009), les Urbaines (depuis 1996), et la Fête du Slip (depuis 2012). Par ailleurs, le Festival Programme Commun est organisé depuis 2015 en collaboration avec le Théâtre Vidy-Lausanne, et d’autres théâtres et lieux d’expressions lausannois (Théâtre Sévelin 36, La Manufacture, ECAL, Cinémathèque suisse, Circuit).

### Graphistes
La spirale de l’Arsenic constitue l’emblème principal du centre d'art. Historiquement associée à l’Arsenic, elle fait partie intégrante de l’imaginaire collectif régional. En effet, la spirale est créée par Alain Wannaz (aujourd’hui wgrcommunication) sous la direction de Jacques Gardel lors de l’institutionnalisation de l’Arsenic en 1995. Entre image labyrinthique et symbole mécanique, la spirale témoigne du potentiel créatif lié à la notion de centre d’art scénique contemporain.
De 1997 à 2017, l’identité visuelle de l’Arsenic est assurée par Giorgio Pesce de l’Atelier Poisson. En changeant de ligne graphique chaque année, Pesce s’imagine lui-même comme artiste en résidence et redéfinit les approches visuelles selon les projets artistiques du théâtre. L’exposition « 20 ans d’Atelier Poisson » présentée en mars 2017 lui rend hommage en affichant tous les objets imprimés depuis ses débuts.
En 2017, les graphistes de Maximage repensent l’identité visuelle de l’Arsenic sous la direction de Patrick de Rham. La spirale est désormais associée à des couleurs vives tandis qu’une nouvelle typographie redéfinit la signalétique autour et à l’intérieur du théâtre.

## Soutiens
Le Service de la Culture de la Ville de Lausanne et celui des Affaires culturelles du Canton de Vaud sont les principaux bailleurs de fonds de l’Arsenic. La Loterie Romande, la Fondation Sandoz, Pro Helvetia – Fondation suisse pour la culture, et le Pour-cent culturel Migros allouent des dons ponctuels,,.